# Convocazioni al campionato europeo femminile di pallavolo 2019
Elenco delle giocatrici convocate per il campionato europeo 2019.

## Azerbaigian
| N° | Nome                 | Ruolo | Data di nascita  | Squadra           |
| -- | -------------------- | ----- | ---------------- | ----------------- |
| -  | Giovanni Caprara     | All   | 7 novembre 1962  | San Casciano      |
| 2  | Jana Dorošenko       | P     | 5 luglio 1994    | Azərreyl          |
| 5  | Odina Əliyeva        | S     | 22 maggio 1990   | -                 |
| 6  | Ayşən Əbdüləzimova   | C     | 11 aprile 1993   | Vasas             |
| 7  | Olena Charčenko      | C     | 25 novembre 1995 | Volero Le Cannet  |
| 8  | Jelyzaveta Ruban     | S     | 3 marzo 1995     | Leningradka       |
| 9  | Anastasija Bezsonova | S     | 21 dicembre 1999 | Branik            |
| 14 | Kryscina Besman      | P     | 13 febbraio 1996 | Viesti Salo       |
| 17 | Polina Rəhimova      | O     | 5 giugno 1990    | Türk Hava Yolları |
| 18 | Shafagat Alishanova  | P     | 3 agosto 1991    | Azərreyl          |
| 19 | Bəyaz Əliyeva        | L     | 9 giugno 1990    | Azərreyl          |
| 20 | Marharyta Stepanenko | O     | 25 aprile 1993   | PTPS              |
| 22 | Maryia Kiryliuk      | C     | 16 febbraio 1995 | Azərreyl          |

## Belgio
| N° | Nome               | Ruolo | Data di nascita   | Squadra         |
| -- | ------------------ | ----- | ----------------- | --------------- |
| -  | Gert Vande Broek   | All   | 28 febbraio 1967  | Asterix Avo     |
| 2  | Elise Van Sas      | P     | 1º agosto 1997    | Oudegem         |
| 3  | Britt Herbots      | S     | 24 settembre 1999 | UYBA            |
| 4  | Nathalie Lemmens   | C     | 12 marzo 1995     | Wiesbaden       |
| 7  | Celine Van Gestel  | S     | 7 novembre 1997   | Asterix Avo     |
| 8  | Kaja Grobelna      | O     | 4 gennaio 1995    | UYBA            |
| 10 | Dominika Sobolska  | C     | 3 dicembre 1991   | Çanakkale       |
| 11 | Britt Ruysschaert  | L     | 27 maggio 1994    | Antwerp         |
| 12 | Dominika Strumilo  | S     | 26 dicembre 1996  | Vandœuvre Nancy |
| 13 | Marlies Janssens   | C     | 4 giugno 1997     | Asterix Avo     |
| 16 | Karolina Goliat    | O     | 25 ottobre 1996   | Saint-Raphaël   |
| 17 | Ilka van de Vyver  | P     | 26 gennaio 1993   | Vilsbiburg      |
| 19 | Silke Van Avermaet | C     | 2 giugno 1999     | Asterix Avo     |
| 20 | Jodie Guilliams    | S     | 26 aprile 1997    | PTSV Aachen     |
| 21 | Manon Stragier     | S     | 12 marzo 1999     | VDK Gent        |

## Bielorussia
| N° | Nome                 | Ruolo | Data di nascita   | Squadra           |
| -- | -------------------- | ----- | ----------------- | ----------------- |
| -  | Petr Chil'ko         | All   | 4 luglio 1965     | -                 |
| 1  | Vera Kostjučik       | O     | 27 settembre 2000 | Proton-Saratov    |
| 3  | Nadežda Stoljar      | C     | 11 gennaio 1996   | Minčanka          |
| 4  | Hanna Kalinoŭskaja   | C     | 15 maggio 1985    | Minčanka          |
| 5  | Vera Klimovič        | C     | 29 aprile 1988    | Maccabi Haifa     |
| 6  | Anastasija Harėlik   | O     | 20 marzo 1991     | Uraločka          |
| 7  | Alena Fedorinčik     | L     | 3 luglio 1993     | Minčanka          |
| 8  | Ekaterina Sokol'čik  | S     | 27 luglio 1993    | Minčanka          |
| 9  | Alina Il'juta        | S     | 4 maggio 1991     | Pribuž'e Brest    |
| 10 | Ol'ha Pavljukovskaja | L     | 13 luglio 1988    | KSZO Ostrowiec    |
| 11 | Hanna Klimec         | O     | 4 marzo 1998      | Uraločka          |
| 12 | Anastasija Kononovič | P     | 6 dicembre 1984   | Atom              |
| 15 | Tat'jana Markevič    | S     | 25 marzo 1988     | Dinamo Bucarest   |
| 17 | Anastasija Šaš       | P     | 6 giugno 1996     | Minčanka          |
| 18 | Julija Minjuk        | C     | 23 maggio 2000    | Millenium Brescia |

## Bulgaria
| N° | Nome                | Ruolo | Data di nascita  | Squadra            |
| -- | ------------------- | ----- | ---------------- | ------------------ |
| -  | Ivan Petkov         | All   | 18 ottobre 1976  | Marica             |
| 1  | Gergana Dimitrova   | S     | 28 febbraio 1996 | Volero Le Cannet   |
| 2  | Nasja Dimitrova     | C     | 6 novembre 1992  | Marica             |
| 3  | Kristiana Petrova   | L     | 13 luglio 1997   | Levski Sofia       |
| 6  | Miroslava Paskova   | S     | 16 febbraio 1996 | Marica             |
| 7  | Lora Kitipova       | P     | 19 maggio 1991   | Alba-Blaj          |
| 8  | Petja Barakova      | P     | 18 giugno 1994   | Developres Rzeszów |
| 10 | Mira Todorova       | C     | 12 aprile 1994   | Volero Le Cannet   |
| 12 | Marija Karakaševa   | S     | 27 ottobre 1988  | Alba-Blaj          |
| 14 | Aleksandra Milanova | S     | 4 luglio 2001    | Marica             |
| 15 | Žana Todorova       | L     | 6 gennaio 1997   | Marica             |
| 16 | Elica Vasileva      | S     | 13 maggio 1990   | Savino Del Bene    |
| 17 | Elena Bečeva        | S     | 30 maggio 1998   | Levski Sofia       |
| 20 | Marija Krivošijska  | C     | 6 settembre 2001 | Beroe              |
| 23 | Vangelija Račkovska | S     | 19 luglio 1997   | Levski Sofia       |

## Croazia
| N° | Nome               | Ruolo | Data di nascita   | Squadra       |
| -- | ------------------ | ----- | ----------------- | ------------- |
| -  | Daniele Santarelli | All   | 8 giugno 1981     | Imoco         |
| 1  | Rene Sain          | L     | 23 aprile 1997    | Suhl          |
| 2  | Nika Stanović      | S     | 2 ottobre 1993    | Kaštela       |
| 4  | Božana Butigan     | C     | 19 agosto 2000    | HAOK Mladost  |
| 5  | Nikolina Božičević | L     | 14 gennaio 1995   | Vasas         |
| 9  | Lucija Mlinar      | S     | 6 maggio 1995     | Békéscsabai   |
| 10 | Matea Ikić         | S     | 25 maggio 1989    | Altay         |
| 11 | Sanja Popović      | O     | 31 marzo 1984     | Chemik Police |
| 12 | Beta Dumančić      | C     | 26 marzo 1991     | Schweriner    |
| 13 | Samanta Fabris     | O     | 8 febbraio 1992   | Imoco         |
| 14 | Martina Šamadan    | C     | 11 settembre 1993 | UYBA          |
| 15 | Bernarda Brčić     | P     | 12 maggio 1991    | Filottrano    |
| 17 | Lea Deak           | P     | 27 aprile 2000    | Olimpik       |
| 18 | Karla Klarić       | S     | 5 settembre 1994  | Kanti         |

## Estonia
| N° | Nome             | Ruolo | Data di nascita   | Squadra           |
| -- | ---------------- | ----- | ----------------- | ----------------- |
| -  | Andrei Ojamets   | All   | 6 luglio 1963     | Duo               |
| 1  | Nette Peit       | S     | 27 marzo 1992     | Kangasala         |
| 2  | Kaisa Bahmatšev  | P     | 30 luglio 1994    | Farciennes        |
| 3  | Julija Mõnnakmäe | P     | 7 novembre 1990   | Vandœuvre Nancy   |
| 4  | Kristiine Miilen | S     | 4 dicembre 1996   | Terville Florange |
| 5  | Liis Kullerkann  | C     | 2 maggio 1991     | Vandœuvre Nancy   |
| 7  | Eliise Hollas    | C     | 29 dicembre 1993  | Terville Florange |
| 8  | Eliisa Peit      | C     | 27 marzo 1991     | Vampula           |
| 9  | Anu Ennok        | S     | 25 gennaio 1992   | Vandœuvre Nancy   |
| 10 | Hanna Pajula     | S     | 12 giugno 1998    | Farciennes        |
| 11 | Kertu Laak       | O     | 21 febbraio 1998  | Viesti Salo       |
| 12 | Kristi Nõlvak    | L     | 30 maggio 1989    | TTÜ               |
| 14 | Ingrid Kiisk     | S     | 9 febbraio 1998   | Duo               |
| 15 | Kristel Moor     | O     | 20 febbraio 1994  | Terville Florange |
| 17 | Nathalie Haidla  | L     | 1º settembre 2001 | TLÜ               |

## Finlandia
| N° | Nome              | Ruolo | Data di nascita   | Squadra       |
| -- | ----------------- | ----- | ----------------- | ------------- |
| -  | Tapio Kangasniemi | All   | 7 marzo 1979      | -             |
| 1  | Roosa Koskelo     | L     | 20 agosto 1991    | MTV Stoccarda |
| 3  | Saara Loikkanen   | S     | 31 maggio 1980    | Vammalan      |
| 4  | Noora Kosonen     | S     | 25 settembre 1993 | Finlandia     |
| 5  | Suvi Kokkonen     | S     | 1º febbraio 2000  | Hämeenlinnan  |
| 6  | Michaela Madsen   | C     | 28 dicembre 1993  | RC Cannes     |
| 7  | Emmi Riikilä      | S     | 17 giugno 1999    | Hämeenlinnan  |
| 8  | Kaisa Alanko      | P     | 3 gennaio 1993    | Nantes        |
| 9  | Katja Kylmäaho    | P     | 21 aprile 1994    | Lugano        |
| 10 | Laura Pihlajamäki | C     | 15 agosto 1990    | Wiesbaden     |
| 11 | Salla Karhu       | S     | 9 aprile 1994     | Hämeenlinnan  |
| 12 | Piia Korhonen     | O     | 12 gennaio 1997   | Dresdner      |
| 13 | Anna Czakan       | C     | 19 luglio 1996    | Viesti Salo   |
| 14 | Roosa Laakkonen   | C     | 4 giugno 1994     | Évreux        |
| 16 | Tiiamari Sievänen | L     | 19 luglio 1994    | Kangasala     |

## Francia
| N° | Nome                  | Ruolo | Data di nascita   | Squadra              |
| -- | --------------------- | ----- | ----------------- | -------------------- |
| -  | Émile Rousseaux       | All   | 3 aprile 1961     | -                    |
| 2  | Héléna Cazaute        | S     | 17 dicembre 1997  | RC Cannes            |
| 3  | Amandine Giardino     | L     | 30 marzo 1995     | Volero Le Cannet     |
| 4  | Christina Bauer       | C     | 1º febbraio 1988  | RC Cannes            |
| 5  | Pauline Martin        | C     | 20 ottobre 1995   | Hämeenlinnan         |
| 9  | Nina Stojiljković     | P     | 1º settembre 1996 | Quimper              |
| 11 | Lucille Gicquel       | S     | 13 novembre 1997  | Nantes               |
| 15 | Amandha Sylves        | C     | 29 dicembre 2000  | Nantes               |
| 16 | Juliette Fidon        | S     | 28 ottobre 1996   | Béziers              |
| 17 | Alexandra Dascalu     | O     | 17 aprile 1991    | Due Principati       |
| 22 | Manon Moreels         | S     | 22 marzo 2001     | IFVB                 |
| 23 | Léandra Olinga-Andela | C     | 12 agosto 1997    | ASPTT Mulhouse       |
| 45 | Odette Ndoye          | S     | 25 agosto 1992    | Nantes               |
| 59 | Mallory Steux         | P     | 24 ottobre 1988   | Saint-Cloud Paris SF |
| 99 | Juliette Gelin        | L     | 2 novembre 2001   | IFVB                 |

## Germania
| N° | Nome                | Ruolo | Data di nascita   | Squadra         |
| -- | ------------------- | ----- | ----------------- | --------------- |
| -  | Felix Koslowski     | All   | 18 marzo 1984     | Schweriner      |
| 2  | Pia Kästner         | P     | 29 giugno 1998    | MTV Stoccarda   |
| 3  | Denise Hanke        | P     | 31 agosto 1989    | Schweriner      |
| 5  | Jana Franziska Poll | S     | 7 maggio 1988     | MTV Stoccarda   |
| 6  | Jennifer Geerties   | S     | 5 aprile 1994     | Schweriner      |
| 8  | Kimberly Drewniok   | O     | 11 agosto 1997    | Schweriner      |
| 9  | Lina Alsmeier       | S     | 29 giugno 2000    | Münster         |
| 10 | Lena Stigrot        | S     | 21 dicembre 1994  | Dresdner        |
| 11 | Louisa Lippmann     | O     | 23 settembre 1994 | San Casciano    |
| 14 | Marie Schölzel      | C     | 1º agosto 1997    | Schweriner      |
| 16 | Linda Bock          | L     | 27 maggio 2000    | Olympia Berlino |
| 17 | Anna Pogany         | L     | 21 luglio 1994    | Schweriner      |
| 19 | Ivana Vanjak        | S     | 30 maggio 1995    | Münster         |
| 21 | Camilla Weitzel     | C     | 11 giugno 2000    | Dresdner        |
| 22 | Lisa Gründing       | S     | 2 dicembre 1991   | PTSV Aachen     |

## Grecia
| N° | Nome                   | Ruolo | Data di nascita   | Squadra        |
| -- | ---------------------- | ----- | ----------------- | -------------- |
| -  | Guillermo Hernández    | All   | 18 giugno 1977    | Potsdam        |
| 2  | Maria Elenī Artakianou | L     | 21 maggio 1994    | Thīras         |
| 5  | Maria Oikonomidou      | O     | 18 agosto 1992    | Panathīnaïkos  |
| 6  | Panagiōta Diōtī        | S     | 13 novembre 1992  | Vasas          |
| 7  | Geōrgia Lamprousī      | C     | 27 gennaio 1993   | Olympiakos     |
| 8  | Areta Konomī           | L     | 31 gennaio 1989   | Olympiakos     |
| 9  | Olga Strantzalī        | S     | 12 gennaio 1996   | PTPS           |
| 10 | Evangelia Merteki      | S     | 29 aprile 1991    | Thīras         |
| 11 | Anthī Vasilantōnakī    | O     | 9 aprile 1996     | Filottrano     |
| 12 | Athīna Papafōtiou      | P     | 23 agosto 1989    | ASPTT Mulhouse |
| 13 | Athanasia Totsidou     | S     | 18 giugno 1989    | AEK Atene      |
| 14 | Stylianī Christodoulou | P     | 19 luglio 1991    | Olympiakos     |
| 16 | Anna Kalantatze        | C     | 13 agosto 1997    | Thīras         |
| 18 | Angeliki Emmanouilidou | C     | 18 settembre 1994 | Thīras         |
| 20 | Kōnstantina Vlachakī   | S     | 8 maggio 1995     | Olympiakos     |

## Italia
| N° | Nome                  | Ruolo | Data di nascita   | Squadra         |
| -- | --------------------- | ----- | ----------------- | --------------- |
| -  | Davide Mazzanti       | All   | 15 ottobre 1976   | -               |
| 1  | Indre Sorokaite       | O     | 2 luglio 1988     | San Casciano    |
| 5  | Ofelia Malinov        | P     | 29 febbraio 1996  | Savino Del Bene |
| 6  | Monica De Gennaro     | L     | 8 gennaio 1987    | Imoco           |
| 7  | Raphaela Folie        | C     | 7 marzo 1991      | Imoco           |
| 8  | Alessia Orro          | P     | 18 luglio 1998    | UYBA            |
| 10 | Cristina Chirichella  | C     | 10 febbraio 1994  | AGIL            |
| 11 | Anna Danesi           | C     | 20 aprile 1996    | Imoco           |
| 13 | Sarah Fahr            | C     | 12 settembre 2001 | Club Italia     |
| 15 | Sylvia Nwakalor       | S     | 12 agosto 1999    | Club Italia     |
| 16 | Lucia Bosetti         | S     | 9 luglio 1989     | Savino Del Bene |
| 17 | Myriam Sylla          | S     | 8 gennaio 1995    | Imoco           |
| 18 | Paola Egonu           | O     | 18 dicembre 1998  | AGIL            |
| 20 | Beatrice Parrocchiale | L     | 26 dicembre 1995  | San Casciano    |
| 21 | Terry Enweonwu        | O     | 12 maggio 2000    | Club Italia     |

## Paesi Bassi
| N° | Nome             | Ruolo | Data di nascita   | Squadra      |
| -- | ---------------- | ----- | ----------------- | ------------ |
| -  | Jamie Morrison   | All   | 12 novembre 1980  | -            |
| 1  | Kirsten Knip     | L     | 14 settembre 1992 | PTSV Aachen  |
| 3  | Yvon Beliën      | C     | 28 dicembre 1993  | Beşiktaş     |
| 4  | Celeste Plak     | S     | 26 ottobre 1995   | AGIL         |
| 5  | Robin de Kruijf  | C     | 5 maggio 1991     | Imoco        |
| 6  | Maret Grothues   | S     | 16 settembre 1988 | CSM Bucarest |
| 7  | Juliët Lohuis    | C     | 10 settembre 1996 | Münster      |
| 9  | Myrthe Schoot    | L     | 29 agosto 1988    | Vilsbiburg   |
| 10 | Lonneke Slöetjes | O     | 15 novembre 1990  | VakıfBank    |
| 11 | Anne Buijs       | S     | 2 dicembre 1991   | Pro Victoria |
| 12 | Britt Bongaerts  | P     | 3 novembre 1996   | Schweriner   |
| 14 | Laura Dijkema    | P     | 18 febbraio 1990  | San Casciano |
| 18 | Marrit Jasper    | S     | 28 febbraio 1996  | PTSV Aachen  |
| 19 | Nika Daalderop   | S     | 29 novembre 1998  | San Casciano |
| 22 | Nicole Koolhaas  | C     | 31 gennaio 1991   | CSM Bucarest |

## Polonia
| N° | Nome                  | Ruolo | Data di nascita  | Squadra            |
| -- | --------------------- | ----- | ---------------- | ------------------ |
| -  | Jacek Nawrocki        | All   | 20 agosto 1965   | -                  |
| 2  | Martyna Grajber       | S     | 28 marzo 1995    | Chemik Police      |
| 3  | Klaudia Alagierska    | C     | 2 gennaio 1996   | ŁKS                |
| 5  | Agnieszka Kąkolewska  | C     | 17 ottobre 1994  | Casalmaggiore      |
| 6  | Martyna Łukasik       | O     | 26 novembre 1999 | Chemik Police      |
| 8  | Maria Stenzel         | L     | 25 novembre 1998 | Budowlani Łódź     |
| 9  | Magdalena Stysiak     | S/O   | 3 dicembre 2000  | Budowlani Łódź     |
| 10 | Zuzanna Efimienko     | C     | 8 agosto 1989    | ŁKS                |
| 13 | Paulina Maj           | L     | 22 marzo 1987    | BKS                |
| 14 | Joanna Wołosz         | P     | 7 aprile 1990    | Imoco              |
| 15 | Aleksandra Wójcik     | S     | 3 gennaio 1994   | ŁKS                |
| 16 | Natalia Kurnikowska   | S     | 13 gennaio 1992  | Chemik Police      |
| 17 | Malwina Smarzek       | O     | 3 giugno 1996    | Bergamo            |
| 18 | Katarzyna Zaroślińska | O     | 3 febbraio 1987  | Developres Rzeszów |
| 20 | Marlena Pleśnierowicz | P     | 9 gennaio 1992   | Chemik Police      |

## Portogallo
| N° | Nome                  | Ruolo | Data di nascita  | Squadra         |
| -- | --------------------- | ----- | ---------------- | --------------- |
| -  | José Francisco Santos | All   | 24 febbraio 1960 | -               |
| 1  | Amanda Cavalcanti     | C     | 20 gennaio 2002  | Pedro E. Lobato |
| 2  | Eduarda Duarte        | C     | 28 luglio 1993   | Leixões         |
| 3  | Maria Lopes           | S     | 3 aprile 2002    | ANAG            |
| 6  | Helena Monteiro       | C     | 7 febbraio 1998  | Castêlo da Maia |
| 7  | Eliana Durão          | P     | 1º gennaio 1997  | Castêlo da Maia |
| 8  | Vanessa Rodrigues     | P     | 28 dicembre 1987 | Famalicão       |
| 10 | Marta Hurst           | S     | 7 luglio 1992    | Hermaea         |
| 11 | Joana Resende         | L     | 23 febbraio 1991 | Famalicão       |
| 12 | Beatriz Basto         | L     | 31 agosto 2001   | Leixões         |
| 14 | Aline Rodrigues       | C     | 5 settembre 1988 | Famalicão       |
| 15 | Júlia Kavalenka       | O     | 2 marzo 1999     | Cuneo Granda    |
| 17 | Maria Maio            | O     | 17 maggio 1993   | Belenenses      |
| 18 | Barbara Gomes         | S     | 10 marzo 1996    | Famalicão       |
| 20 | Ana Afonso            | S     | 14 gennaio 2001  | ANAG            |

## Romania
| N° | Nome                    | Ruolo | Data di nascita  | Squadra         |
| -- | ----------------------- | ----- | ---------------- | --------------- |
| -  | Luciano Pedullà         | ALl   | 3 agosto 1957    | -               |
| 1  | Ioana Baciu             | O     | 4 gennaio 1990   | Alba-Blaj       |
| 2  | Denisa Rogojinaru       | S     | 16 maggio 1985   | Știința Bacău   |
| 3  | Rodica Buterez          | C     | 25 luglio 1999   | Târgoviște      |
| 4  | Diana Tătaru            | P     | 19 aprile 1988   | Lugoj           |
| 5  | Ramona Rus              | S     | 8 ottobre 1996   | Alba-Blaj       |
| 6  | Mihaela Albu            | L     | 1º gennaio 1994  | Medgidia        |
| 7  | Roxana Iancu            | C     | 14 agosto 1993   | Dinamo Bucarest |
| 8  | Adelina Budăi-Ungureanu | S     | 29 luglio 2000   | CSM Bucarest    |
| 9  | Diana Neaga             | P     | 24 maggio 1986   | Târgoviște      |
| 10 | Alexandra Trică         | S     | 21 ottobre 1985  | Târgoviște      |
| 11 | Roxana Țucmeanu         | L     | 21 aprile 1998   | Dinamo Bucarest |
| 12 | Georgiana Faleş         | C     | 4 febbraio 1986  | Știința Bacău   |
| 15 | Alexandra Ciucu         | L     | 13 novembre 1995 | Știința Bacău   |
| 18 | Nneka Onyejekwe         | C     | 18 agosto 1989   | Alba-Blaj       |

## Russia
| N° | Nome               | Ruolo | Data di nascita  | Squadra               |
| -- | ------------------ | ----- | ---------------- | --------------------- |
| -  | Vadim Pankov       | All   | 1º giugno 1964   | -                     |
| 1  | Angelina Lazarenko | C     | 13 aprile 1998   | Volero Le Cannet      |
| 3  | Ekaterina Efimova  | C     | 3 luglio 1993    | Dinamo Mosca          |
| 4  | Dar'ja Čikrizova   | L     | 9 giugno 1990    | Dinamo-Metar          |
| 6  | Irina Zarjažko     | C     | 4 ottobre 1991   | Dinamo-Kazan          |
| 7  | Tat'jana Romanova  | P     | 9 settembre 1994 | Uraločka              |
| 8  | Natalija Hončarova | O     | 1º giugno 1989   | Dinamo Mosca          |
| 9  | Alla Galeeva       | L     | 15 aprile 1992   | Lokomotiv Kaliningrad |
| 11 | Margarita Kurilo   | S     | 21 giugno 1993   | Enisej                |
| 13 | Evgenija Starceva  | P     | 12 febbraio 1989 | Dinamo-Kazan          |
| 14 | Irina Fetisova     | C     | 7 settembre 1994 | Dinamo Mosca          |
| 16 | Irina Voronkova    | S     | 20 ottobre 1995  | Lokomotiv Kaliningrad |
| 18 | Ksenija Il'čenko   | S     | 31 ottobre 1994  | Uraločka              |
| 19 | Marija Chaleckaja  | O     | 31 luglio 1994   | Dinamo Krasnodar      |
| 26 | Anna Lazareva      | O     | 31 gennaio 1997  | Dinamo Mosca          |

## Serbia
| N° | Nome                | Ruolo | Data di nascita   | Squadra            |
| -- | ------------------- | ----- | ----------------- | ------------------ |
| -  | Zoran Terzić        | All   | 9 luglio 1966     | Fenerbahçe         |
| 1  | Bianka Buša         | S     | 25 luglio 1994    | Chemik Police      |
| 2  | Katarina Lazović    | S     | 12 settembre 1999 | Vizura             |
| 5  | Mina Popović        | C     | 16 settembre 1994 | San Casciano       |
| 8  | Slađana Mirković    | P     | 7 ottobre 1995    | Chemik Police      |
| 9  | Brankica Mihajlović | S     | 13 aprile 1991    | JT Marvelous       |
| 10 | Maja Ognjenović     | P     | 6 agosto 1984     | Dinamo Mosca       |
| 11 | Stefana Veljković   | C     | 9 gennaio 1990    | AGIL               |
| 12 | Teodora Pusić       | L     | 12 marzo 1993     | Târgoviște         |
| 13 | Ana Bjelica         | O     | 3 aprile 1992     | Volero Le Cannet   |
| 14 | Maja Aleksić        | C     | 6 giugno 1997     | Alba-Blaj          |
| 17 | Silvija Popović     | L     | 15 marzo 1986     | Altay              |
| 18 | Tijana Bošković     | O     | 8 marzo 1997      | Eczacıbaşı         |
| 19 | Bojana Milenković   | S     | 6 marzo 1997      | Savino Del Bene    |
| 20 | Jelena Blagojević   | S     | 1º dicembre 1988  | Developres Rzeszów |

## Slovacchia
| N° | Nome                | Ruolo | Data di nascita   | Squadra                 |
| -- | ------------------- | ----- | ----------------- | ----------------------- |
| -  | Marco Fenoglio      | All   | 16 marzo 1970     | Mondovì                 |
| 2  | Barbora Koseková    | P     | 22 novembre 1994  | Universitatea Timișoara |
| 3  | Romana Hudecová     | S     | 21 settembre 1993 | Bratislavský            |
| 4  | Veronika Hrončeková | C     | 2 gennaio 1990    | Bratislavský            |
| 6  | Karin Palgutová     | O     | 12 febbraio 1993  | Quimper                 |
| 7  | Michaela Španková   | L     | 1º agosto 1999    | Bratislavský            |
| 8  | Miroslava Kijaková  | S     | 5 maggio 1988     | Anorthōsīs              |
| 9  | Jaroslava Pencová   | C     | 24 giugno 1990    | Budowlani Łódź          |
| 10 | Nina Herelová       | C     | 30 luglio 1993    | BKS                     |
| 12 | Nikola Radosová     | S     | 3 maggio 1992     | Dresdner                |
| 13 | Lenka Ovečková      | P     | 16 novembre 1995  | Bratislavský            |
| 14 | Sandra Szabóová     | C     | 22 luglio 1996    | Potsdam                 |
| 15 | Karolína Fričová    | S     | 29 aprile 2000    | Slávia Bratislava       |
| 16 | Skarleta Jančová    | L     | 16 gennaio 1997   | Bratislavský            |
| 22 | Mária Kostelanská   | S     | 8 gennaio 1993    | Vasas                   |

## Slovenia
| N° | Nome                 | Ruolo | Data di nascita  | Squadra          |
| -- | -------------------- | ----- | ---------------- | ---------------- |
| -  | Alessandro Chiappini | All   | 31 gennaio 1969  | PTPS             |
| 1  | Eva Mori             | P     | 31 marzo 1996    | Volero Le Cannet |
| 2  | Tina Grudina         | C     | 3 dicembre 1994  | Gorica           |
| 3  | Ana Marija Vovk      | S     | 29 marzo 1998    | Formis           |
| 4  | Leja Janežič         | L     | 7 marzo 1993     | Kamnik           |
| 6  | Žana Zdovc Sporer    | S     | 22 marzo 2002    | Kamnik           |
| 7  | Veronika Mikl        | L     | 18 novembre 1999 | Puconci          |
| 8  | Eva Zatkovič         | O     | 2 agosto 2001    | Kamnik           |
| 9  | Iza Mlakar           | O     | 14 novembre 1995 | Branik           |
| 10 | Sara Najdić          | P     | 17 dicembre 1994 | Branik           |
| 11 | Ela Pintar           | C     | 11 gennaio 1996  | Branik           |
| 12 | Lana Ščuka           | S     | 6 ottobre 1996   | Gorica           |
| 16 | Darja Eržen          | O     | 20 giugno 1997   | Vasas            |
| 18 | Saša Planinšec       | C     | 2 giugno 1995    | Dresdner         |
| 20 | Monika Potokar       | S     | 18 dicembre 1987 | Wrocław          |

## Spagna
| N° | Nome                | Ruolo | Data di nascita  | Squadra           |
| -- | ------------------- | ----- | ---------------- | ----------------- |
| -  | Pascual Saurín      | All   | 26 febbraio 1967 | -                 |
| 1  | Aina Berbel         | C     | 14 giugno 1999   | Sant Cugat        |
| 2  | María José Corral   | P     | 1º gennaio 1991  | José Moreira      |
| 4  | Jessica Rivero      | S     | 15 marzo 1995    | Millenium Brescia |
| 5  | Alba Sánchez        | L     | 9 settembre 1991 | Logroño           |
| 6  | Alicia De Blas      | C     | 7 maggio 1995    | Alcobendas        |
| 7  | Sofía Elizaga       | S     | 5 ottobre 1995   | Alcobendas        |
| 10 | Lucrecia Castellano | C     | 18 giugno 2000   | JAV Olímpico      |
| 11 | Mabel Caro          | C     | 13 marzo 1991    | Barcellona        |
| 13 | Helia González      | S     | 29 agosto 1985   | Logroño           |
| 14 | Ariadna Priante     | P     | 20 aprile 2002   | CAEP Soria        |
| 16 | María Segura        | S     | 10 giugno 1992   | Dresdner          |
| 17 | Ana Escamilla       | S     | 10 luglio 1998   | Barcellona        |
| 18 | Patricia Llabrés    | L     | 15 aprile 1996   | Logroño           |
| 20 | Raquel Montoro      | O     | 25 novembre 2002 | CAEP Soria        |

## Svizzera
| N° | Nome              | Ruolo | Data di nascita   | Squadra             |
| -- | ----------------- | ----- | ----------------- | ------------------- |
| -  | Timothy Lippuner  | All   | 11 novembre 1980  | Vilsbiburg          |
| 1  | Julie Lengweiler  | S     | 6 novembre 1998   | Neuchâtel           |
| 3  | Livia Zaugg       | S     | 29 gennaio 1996   | Sm'Aesch Pfeffingen |
| 4  | Gabi Schottroff   | C     | 8 febbraio 1997   | Sm'Aesch Pfeffingen |
| 5  | Thays Deprati     | L     | 14 aprile 1992    | Düdingen            |
| 6  | Madlaina Matter   | C     | 19 ottobre 1996   | Sm'Aesch Pfeffingen |
| 7  | Méline Pierret    | P     | 18 gennaio 1999   | Neuchâtel           |
| 8  | Maja Storck       | C     | 8 ottobre 1998    | PTSV Aachen         |
| 9  | Sarina Brunner    | S     | 8 luglio 1997     | Düdingen            |
| 10 | Samira Sulser     | C     | 22 dicembre 1995  | Düdingen            |
| 12 | Sarah Trösch      | P     | 28 settembre 1994 | Neuchâtel           |
| 13 | Xenia Staffelbach | C     | 16 marzo 1998     | Neuchâtel           |
| 14 | Laura Künzler     | S     | 25 dicembre 1996  | Vilsbiburg          |
| 20 | Olivia Wassner    | P     | 22 marzo 1999     | American            |
| 21 | Mathilde Engel    | L     | 10 gennaio 2002   | Neuchâtel II        |

## Turchia
| N° | Nome              | Ruolo | Data di nascita   | Squadra           |
| -- | ----------------- | ----- | ----------------- | ----------------- |
| -  | Giovanni Guidetti | All   | 20 settembre 1972 | VakıfBank         |
| 2  | Simge Aköz        | L     | 23 aprile 1991    | Eczacıbaşı        |
| 3  | Cansu Özbay       | P     | 17 ottobre 1996   | VakıfBank         |
| 5  | Şeyma Ercan       | S     | 5 luglio 1994     | Türk Hava Yolları |
| 6  | Kübra Akman       | C     | 13 ottobre 1994   | VakıfBank         |
| 7  | Hande Baladın     | S     | 11 settembre 1997 | Galatasaray       |
| 9  | Meliha İsmailoğlu | S     | 17 settembre 1993 | Eczacıbaşı        |
| 11 | Naz Aydemir       | P     | 14 agosto 1990    | -                 |
| 12 | Gözde Yılmaz      | O     | 9 settembre 1991  | Eczacıbaşı        |
| 13 | Meryem Boz        | O     | 3 febbraio 1988   | Galatasaray       |
| 14 | Eda Erdem         | C     | 22 febbraio 1987  | Fenerbahçe        |
| 18 | Zehra Güneş       | C     | 7 luglio 1999     | VakıfBank         |
| 20 | Aylin Sarıoğlu    | L     | 27 luglio 1995    | Nilüfer           |
| 21 | Fatma Yıldırım    | S     | 3 gennaio 1990    | Fenerbahçe        |
| 99 | Ebrar Karakurt    | O     | 17 gennaio 2000   | VakıfBank         |

## Ucraina
| N° | Nome                   | Ruolo | Data di nascita   | Squadra              |
| -- | ---------------------- | ----- | ----------------- | -------------------- |
| -  | Garij Jegiazarov       | All   | 29 giugno 1962    | -                    |
| 2  | Diana Karpec'          | C     | 6 agosto 1996     | Chimik               |
| 3  | Iryna Truškina         | C     | 3 dicembre 1986   | CSM Bucarest         |
| 4  | Alla Politans'ka       | P     | 27 settembre 1988 | Altay                |
| 5  | Karyna Denysova        | S     | 28 dicembre 1997  | Doprastav Bratislava |
| 7  | Svetlana Lydjaeva      | C     | 11 dicembre 1993  | KSZO Ostrowiec       |
| 8  | Anastasija Černucha    | S     | 15 aprile 1995    | Enisej               |
| 9  | Julija Herasymova      | C     | 15 settembre 1989 | Karayolları          |
| 11 | Anna Stepanjuk         | S     | 31 ottobre 1992   | Jakarta Pertamina    |
| 12 | Anastasija Karas'ova   | L     | 12 maggio 1993    | Volyn Lutsk          |
| 16 | Nadija Kodola          | S     | 29 settembre 1988 | CSM Bucarest         |
| 17 | Oleksandra Peretjat'ko | P     | 11 aprile 1984    | Enisej               |
| 18 | Dar'ja Velykokon'      | C     | 11 aprile 2002    | Chimik               |
| 21 | Olesja Rychljuk        | O     | 11 dicembre 1987  | Beşiktaş             |
| 22 | Viktorija Nikolajčuk   | O     | 12 settembre 2000 | Orbita               |

## Ungheria
| N° | Nome             | Ruolo | Data di nascita  | Squadra          |
| -- | ---------------- | ----- | ---------------- | ---------------- |
| -  | Jan de Brandt    | All   | 20 gennaio 1959  | -                |
| 1  | Gréta Szakmáry   | S     | 31 dicembre 1991 | Schweriner       |
| 2  | Fruzsina Tóth    | L     | 30 dicembre 1999 | Nyíregyháza      |
| 5  | Rita Molcsányi   | L     | 11 gennaio 1993  | Békéscsabai      |
| 6  | Zsófia Gyimes    | C     | 14 agosto 1996   | Kansas State     |
| 7  | Renáta Sándor    | S     | 15 dicembre 1990 | MTV Stoccarda    |
| 8  | Zsuzsanna Tálas  | P     | 9 luglio 1993    | Békéscsabai      |
| 9  | Bernadett Dékány | S     | 30 giugno 1992   | Vasas            |
| 11 | Kata Török       | S     | 26 maggio 1998   | Vasas            |
| 14 | Anett Németh     | O     | 13 dicembre 1999 | Coastal Carolina |
| 15 | Rita Liliom      | S/O   | 23 maggio 1986   | Újpest           |
| 16 | Eszter Nagy      | C     | 1º novembre 1991 | Vilsbiburg       |
| 17 | Réka Bleicher    | P     | 15 ottobre 1995  | Újpest           |
| 18 | Eszter Pekárik   | C     | 8 dicembre 1996  | Békéscsabai      |
| 22 | Zsanett Miklai   | C     | 16 febbraio 1992 | Kaposvári        |